# Caserne 24
Caserne 24 est une série télévisée québécoise en 78 épisodes de 25 minutes scénarisée par Normand Canac-Marquis, Fernand Dansereau et Annie Piérard, diffusée entre le 16 septembre 1998 et le 4 avril 2001 à la télévision de Radio-Canada.

## Synopsis
La série Caserne 24 décrit le quotidien d'une équipe de pompiers. Leur caserne est le principal décor des épisodes. Au cours de la série, les personnages révèlent qu'ils sont de braves pompiers, formés et équipés pour affronter tous les dangers, mais aussi des hommes quelquefois désarmés et maladroits devant les difficultés de leur vie personnelle. 
C'est le capitaine Albert Chabot qui est responsable de la caserne 24. Il veille avec autorité sur son équipe avec l'aide des lieutenants Normand Boyer et Ulric Bolduc. Les membres de cette joyeuse et valeureuse équipe sont : Stéphane Beauchamps, Pépé, Joël Bigras, Guillaume Thibaud, Tran Thieu Pham et Julien Bilodeau.
Caserne 24 n'est pas seulement un monde masculin. Carmen Tranchemontagne, la séduisante secrétaire du chef de division, Ninon Cormier, embauchée pour donner des cours de tai chi aux pompiers et Claire Picotte, une femme pompier très volontaire, viendront tour à tour jeter un peu d'huile sur le feu de Caserne 24.

## Fiche technique
- Scénarisation : Normand Canac-Marquis, Fernand Dansereau et Annie Piérard
- Réalisation : Jean Bourbonnais et François Côté
- Lieu de tournage extérieur : maison de la culture Maisonneuve
- Société de production : Sovimage

## Distribution
- Audrey Benoît : Claire Picotte (saison 1)
- Stéphan Côté : lieutenant Normand Boyer
- Louis-Philippe Dandenault : Julien Bilodeau (saison 1)
- Hugo Dubé : Joël Bigras
- Louis-Georges Girard : Pierre-Paul « Pépé » Girouard
- Germain Houde : capitaine Albert Chabot
- Tania Kontoyanni : Ninon Cormier
- Thai-Hoa Le : Tran Phan Tieu
- Roger Léger : lieutenant Ulric Bolduc
- Anick Lemay : Carmen Tranchemontagne
- Sylvain Massé : Guillaume Thibaud
- Francis Reddy : Stéphane Beauchamps
- Élyse Aussant : Maryse Bellefleur
- Éric Brisebois : Julien Bilodeau
- Bianca Gervais : Daphné
- Nicolas Basso : Hervé
- Anne-Marie Égré : Maude Beauchemin
- Charles-Étienne Bélanger : Vincent Beauchamps
- Marie Cantin : Régine Girouard
- Roxane Gaudette-Loiseau : Sylvie Beauchamps
- Gérard Poirier : Armand
- Danielle Schneider : Nicole Mathieu
- Béatrice Picard : Alma Chabot
- Neil Kroetsch : un déséquilibré
- Pierre Powers : gardien de sécurité
- Sophie Bourgeois : Christine
- Pierre Collin : un vieil homme
- Amulette Garneau : propriétaire
- Louise Proulx : Diane
- Guy Jodoin : le photographe
- Jean-Marie Moncelet : un confrère pompier
- Nadine Desrochers : une locataire
- Michèle-Barbara Pelletier : Isabella Girouard
- Claude Lemieux : Bruno
- Bobby Beshro : Pierre Bellefleur
- Louise Portal : la directrice
- Mariloup Wolfe : Marie-Ève
- Annette Garant : Hélène Marois
- Roc LaFortune : le propriétaire
- Céline Bonnier : Juliette
- Grégoriane Minot-Payeur : Anh
- François Chénier : Olivier
- Mathieu Tremblay-Boucher : Vincent Beauchamps
- Suzanne Lemoine : Diane
- Marie-Claude Langlois : mère
- Emmanuel Charest : Noël Giroux
- Normand Canac-Marquis : Dr Vachon

## Épisodes
Chaque saison contient 26 épisodes